# Nová Huť (Blovice)
Nová Huť (německy Neuhütten) je osada nacházející se 0,5 kilometru západně od Vlčic, což je místní část města Blovice. Sousedními sídly jsou místní části Blovic – Vlčice a Komorno, a osada Hladoměř. Prostředkem osady prochází Chocenickým potokem hranice Přírodního parku Buková hora – Chejlava. Potok dříve napájel rybník Ladomří, který vznikl v 16. století a zanikl po roce 1843. Nedaleko osady můžeme narazit na cyklostezku č. 2145 a na železniční trať číslo 190 (Plzeň – České Budějovice).
Kromě původních zemědělských budov patří k osadě i nově zbudovaná chatová oblast. Kanalizace ani vodovod však v místě není a ani se neuvažuje o jejím zavedení. Existuje však myšlenka zřídit v osadě novou obytnou zónu. Usnesením Rady města Blovice z dne 2. května 2011 bylo rozhodnuto o osazení svislých silničních dopravních značek u betonového mostku a u železničního viaduktu.

## Historie
V průběhu historie se v mapách objevují názvy Eisenhütten nebo Neu Hütten. Polím okolo osady se dostalo jména Na Strachtínech.
V 16. století stál v osadě mlýn poháněný vodou z dnes již zaniklého rybníka a také zde byly železné huti a hamr, které zanikly z důvodu nedostatku dříví a železné rudy. V otisku císařského stabilního katastru z roku 1843 lze napočítat tři čísla popisná (celkem šest stavení), z čehož jedno stavení bylo cihlové, ostatní dřevěné. V letech 1914 a 1915 byli z této osady mobilizováni k 35. pěšímu pluku do Plzně tři občané – Böhm Jan (č. 47), Böhm Josef (č. 47) a Krakeš Jan (č. 49). Mlynářský pomocník Josef Böhm (nar. 1894) se na východní frontě stal 30. srpna 1916 nezvěstným a za mrtvého byl prohlášen v roce 1923. Propad počtu obyvatel nastal v roce 1946, kdy se vystěhovala rodina rolníka Josefa Benedikta z čp. 47 do pohraničí (konkrétně do Lázu u Stříbra) v rámci osídlení Sudet českým obyvatelstvem. V roce 1952 byl vystavěn betonový mostek přes Chocenický potok. Během komunistického režimu zde sídlila strojní traktorová stanice.
V roce 2021 byl pak betonový mostek stržen a velká část centra osady odlesněna za účelem výstavby zpevnění a vyasfaltování cesty spojující Poplužní ulici s horními Vlčicemi.

## Galerie

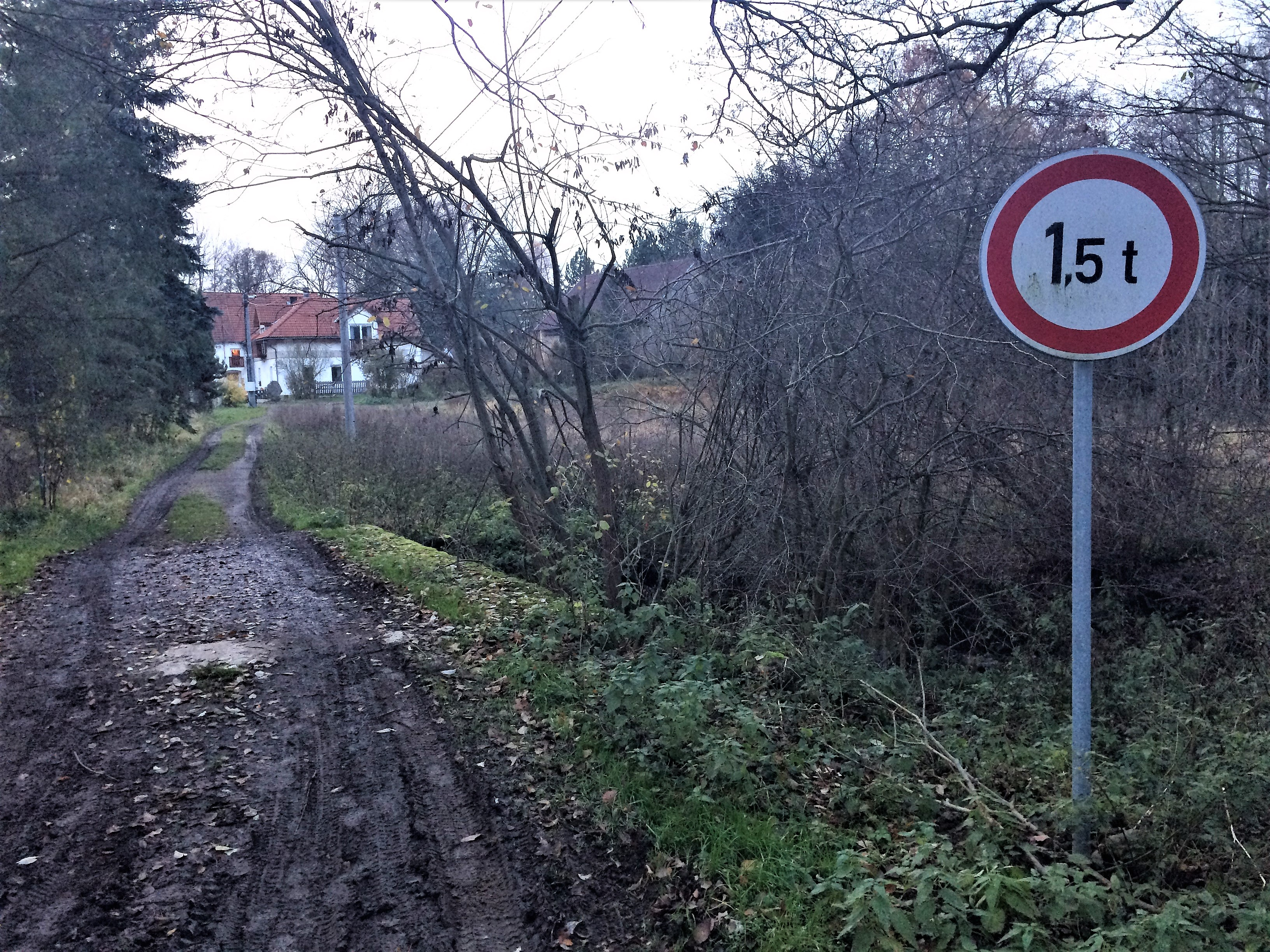
Betonový mostek přes Chocenický potok uprostřed osady
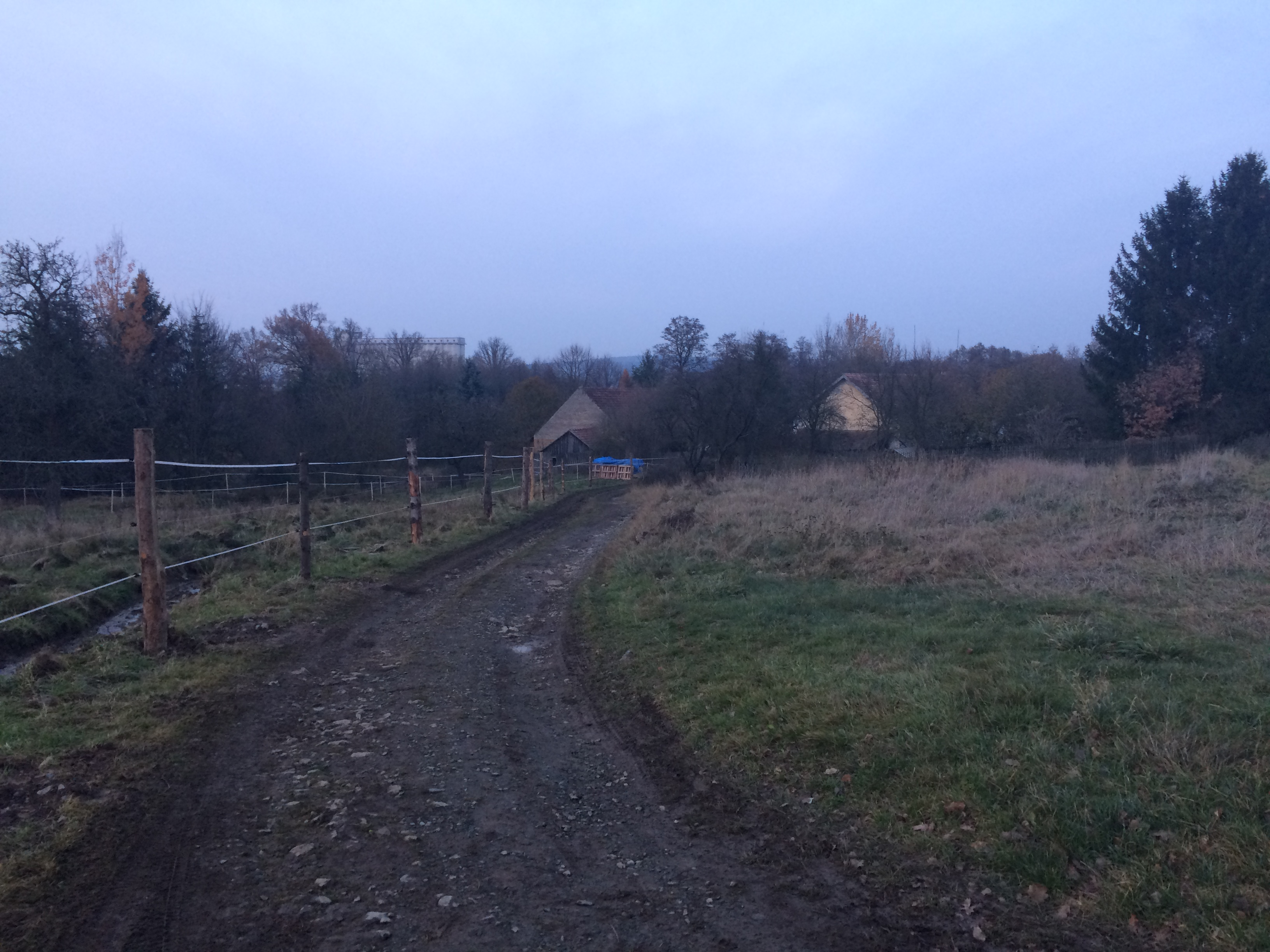
Vjezd do Nové Huti od Vlčic
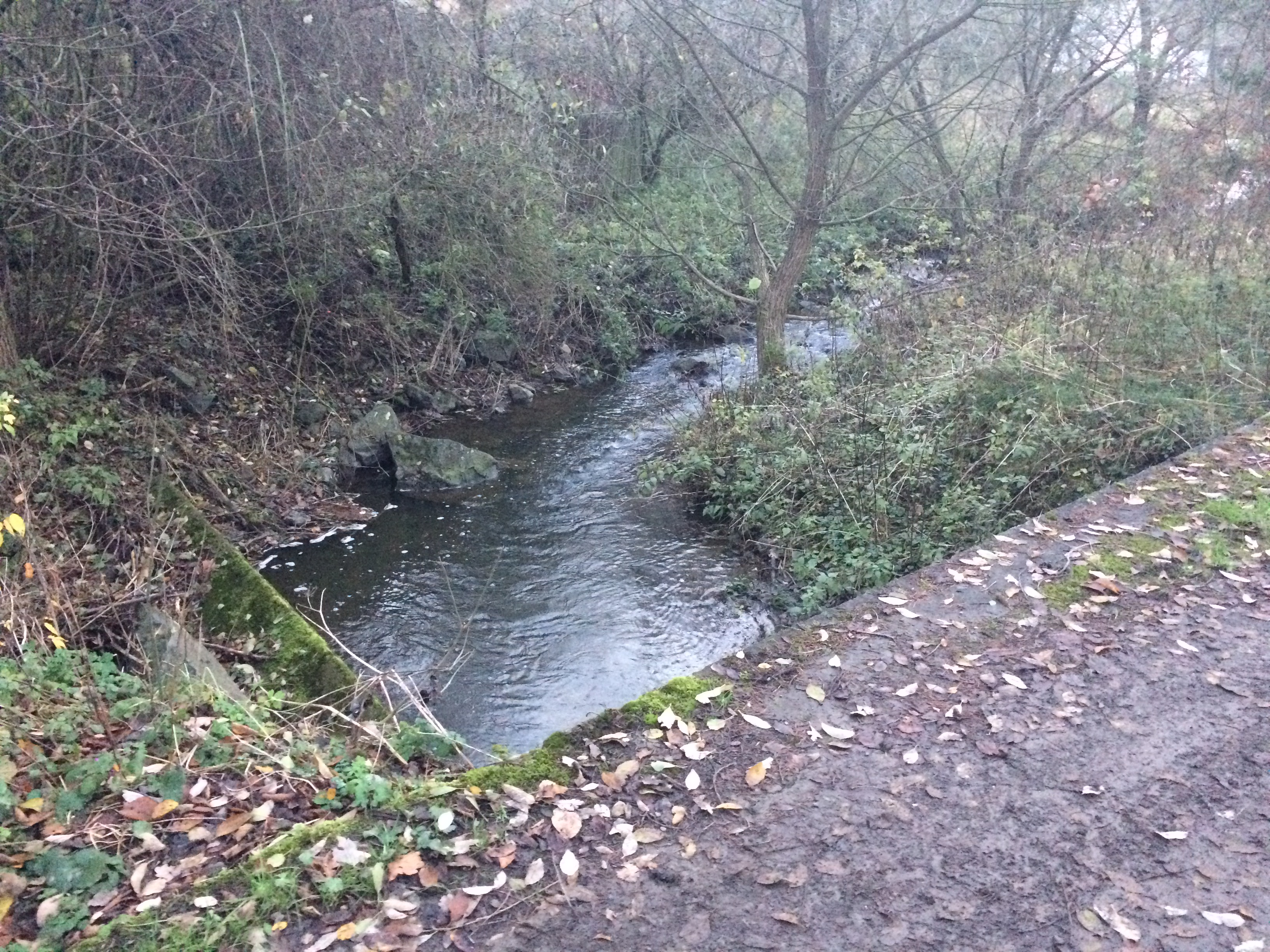
Chocenický potok u mostku v osadě
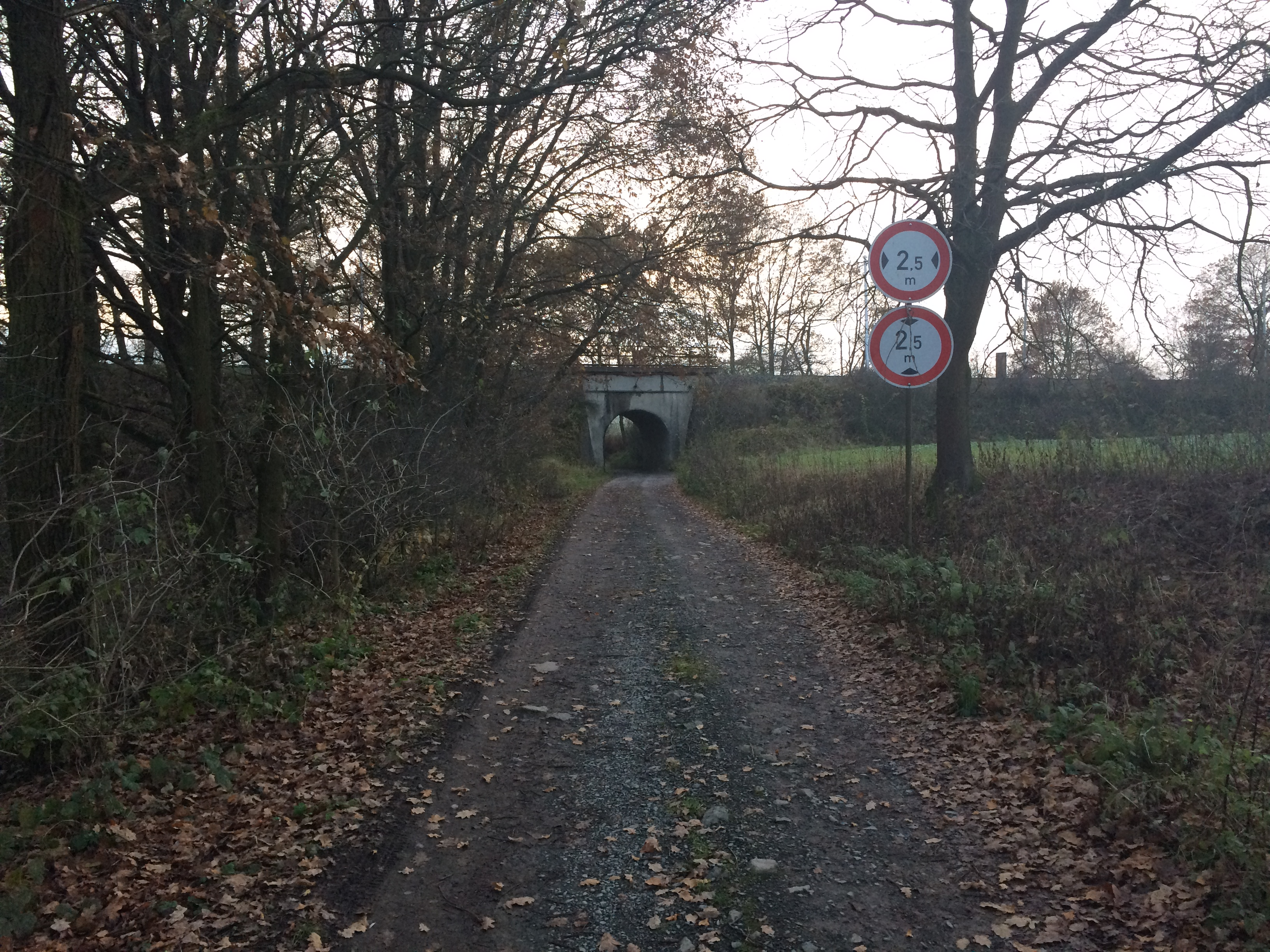
Železniční viadukt na východě osady nad cestou spojující osadu s Blovicemi

## Sousední sídla
Nejbližším sídlem jsou Vlčice, což je místní část města Blovice.
| Růžice kompasu | Komorno (1 km)            | Blovice (0,7 km)   | Vlčice (0,5 km) | Růžice kompasu |
| Růžice kompasu | Chocenická Lhota (2,2 km) | Sever              | Vlčice (0,6 km) | Růžice kompasu |
| Růžice kompasu | Chocenická Lhota (2,2 km) | Západ · Východ     | Vlčice (0,6 km) | Růžice kompasu |
| Růžice kompasu | Chocenická Lhota (2,2 km) | Jih                | Vlčice (0,6 km) | Růžice kompasu |
| Růžice kompasu | Hladoměř (1,2 km)         | Měcholupy (5,2 km) | Vlčice (0,8 km) | Růžice kompasu |